# Myotis keaysi
Myotis keaysi је врста слепог миша из породице вечерњака (лат. Vespertilionidae).

## Распрострањење
Врста је присутна у Аргентини, Белизеу, Боливији, Венецуели, Гватемали, Еквадору, Колумбији, Костарици, Мексику, Никарагви, Панами, Перуу, Салвадору, Тринидаду и Тобагу и Хондурасу.

## Станиште
Врста Myotis keaysi има станиште на копну.

## Угроженост
Ова врста није угрожена, и наведена је као последња брига јер има широко распрострањење.

### Популациони тренд
Популациони тренд је за ову врсту непознат.